# Касимов, Рафик Юнис-Али оглы
Рафик Юнис-Али оглы Касимов (азерб. Rafiq Yunis-Əli oğlu Qasımov; род. 26 июня 1931, Эривань) — азербайджанский учёный, доктор биологических наук, профессор, член-корреспондент НАНА.

## Биография
Рафик Касимов родился 26 июня 1931 года в городе Эривань Армянской ССР. Окончил биологический факультет Азербайджанского государственного университета.
Рафик Касимов в настоящее время является руководителем лаборатории института физиологии имени А. И. Гараева НАНА. Рафик Касимов — член международной ихтиологической комиссии, член международной группы по изучению осетровых рыб (IUCN/SSG).

## Научная деятельность
Впервые ученым были изучены возможности образования пищевых и защитных навыков, установлены сроки формирования и становления этих поведенческих навыков в раннем онтогенезе.
Рафик Касимов выявил оптимальные условия температуры, солености, освещения для ранних стадий развития четырёх видов куринских осетровых (белуга, шин, осетр, севрюга) . В результате изучения влияния отходов бурения и добычи нефти и газа на важнейшие функции рыб, Рафиком Касимовым были рекомендованы некоторые пути их обезвреживания. Рафик Касимов вывел новые гибриды осетровых (+ белуга x > шин + шин x > белуга) и карповых (+ куринский сазан x > зеркальный карп и наоборот).
Автор 243 опубликованных научных работ. Под его руководством защитились 30 кандидатов и 3 доктора наук.

### Избранные научные работы
- Сравнительная характеристика поведение дикой и заводской молоди осетровых в раннем онтогенезе. «Элм», Баку, 1980, с.136.[1]
- Возрастно-весовой стандарт заводской молоди Каспийских осетровых (совместно с В. И. Лукьяненко, А. А. Кокоза). Волгоград, 1984, стр. 228.[2]
- Влияние химических реагентов и бурового шлама на гидробионты и пути снижения его токсичности. Обзорная информация Мин. газ. промыш. СССР. 1986, стр. 4-48.
- Эколого-физиологические особенности развития ценных промысловых рыб Азербайджана. «Элм», Баку, 1987, стр.132.
- Чудесные рыбы Каспия (Amazing Caspian Fishes). Баку, 2001, стр.162